# 紀元前643年
紀元前643年（きげんぜん643ねん）は、西暦（ローマ暦）による年。紀元前1世紀の共和政ローマ末期以降の古代ローマにおいては、ローマ建国紀元111年として知られていた。紀年法として西暦（キリスト紀元）がヨーロッパで広く普及した中世時代初期以降、この年は紀元前643年と表記されるのが一般的となった。

## 他の紀年法
- 干支 : 戊寅
- 日本
  - 皇紀18年
  - 神武天皇18年
- 中国
  - 周 - 襄王9年
  - 魯 - 僖公17年
  - 斉 - 桓公43年
  - 晋 - 恵公8年
  - 秦 - 穆公17年
  - 楚 - 成王29年
  - 宋 - 襄公8年
  - 衛 - 文公17年
  - 陳 - 穆公5年
  - 蔡 - 荘侯3年
  - 曹 - 共公10年
  - 鄭 - 文公30年
  - 燕 - 襄公15年
- 朝鮮
  - 檀紀1691年
- ユダヤ暦 : 3118年 - 3119年

## できごと

### 中国
- 斉が徐のために英氏を攻撃した。
- 晋の太子圉が人質となるため秦に赴いた。
- 魯が項を滅ぼした。
- 斉の桓公が死去すると、易牙が豎刁とともに大夫たちを殺し、公子無詭を擁立した。太子昭（後の孝公）は宋に亡命した。

## 死去
- 斉の桓公